# The Little World of Don Camillo (programma radiofonico)
The Little World of Don Camillo è una trasmissione radiofonica britannica della BBC Radio basata sul personaggio di Don Camillo creato da Giovannino Guareschi. È stata adattata da Peter Kerry. La società radiotelevisiva inglese aveva già mostrato interesse verso il prete italiano producendo nel 1981 un'omonima serie televisiva.
La prima serie di questo programma radiofonico è formata da quattro episodi e andò in onda nel marzo-aprile 2001 su BBC Radio 4: Alun Armstrong diede la voce a Don Camillo, John Moffatt al vescovo, Shaun Prendergast a Peppone e Joss Ackland a Dio. Fu replicata dalla stessa emittente nel giugno dello stesso anno.
Seguirono altre quattro serie di pari lunghezza con Ian Hogg al posto di Armstrong trasmesse rispettivamente nel 2002, nel 2003, nel 2004 e nel 2005. La quarta serie fu ritrasmessa nell'agosto-settembre 2004 e la quinta nel dicembre 2006.
Tra il 14 luglio e il 24 novembre 2010 tutte le cinque serie sono andate in onda consecutivamente sulle frequenze di BBC Radio 7 (da marzo 2010 chiamata BBC Radio 4 Extra). La stessa emittente ha replicato ulteriormente il programma tra agosto 2011 e marzo 2012, ma solo fino alla quarta serie.

## Episodi

### Prima serie
1. Lenin, 19 marzo 2001
2. Building the Buildings, 26 marzo 2001
3. A New Priest or a Miracle, 2 aprile 2001
4. Opening the Buildings, 9 aprile 2001

### Seconda serie
1. Nocturne with Bells, 10 giugno 2002
2. Men and Beasts, 17 giugno 2002
3. Tales of the River Bank, 24 giugno 2002
4. The Fear, 1º luglio 2002

### Terza serie
1. The 13th Century Angel, 21 marzo 2003
2. The Stuff from America, 28 marzo 2003
3. Thunder and the Ugly Madonna, 4 aprile 2003
4. Don Camillo Gets Into Trouble, 11 aprile 2003

### Quarta serie
1. The Coup d'Etat, 26 aprile 2004
2. A Solomon Comes to Judgement, 3 maggio 2004
3. The Flying Squad, 10 maggio 2004
4. The Wall, 17 maggio 2004

### Quinta serie
1. Soul for Sale, 3 maggio 2005
2. Peppone Goes Back to School, 6 giugno 2005
3. Revenge is Sweet, 13 giugno 2005
4. Don Camillo Returns, 20 giugno 2005